# NGC 4745
NGC 4745 este o galaxie lenticulară situată în constelația Părul Berenicei. A fost descoperită în 24 aprilie 1865 de către Heinrich Louis d'Arrest.